# Зажигалка

Бензиновая зажигалка марки «Zippo» образца 2005 года выпуска

Зажига́лка — устройство для получения огня. Зажигалка в зависимости от конструкции и используемого топлива может быть газовой, бензиновой или электрической.

## История

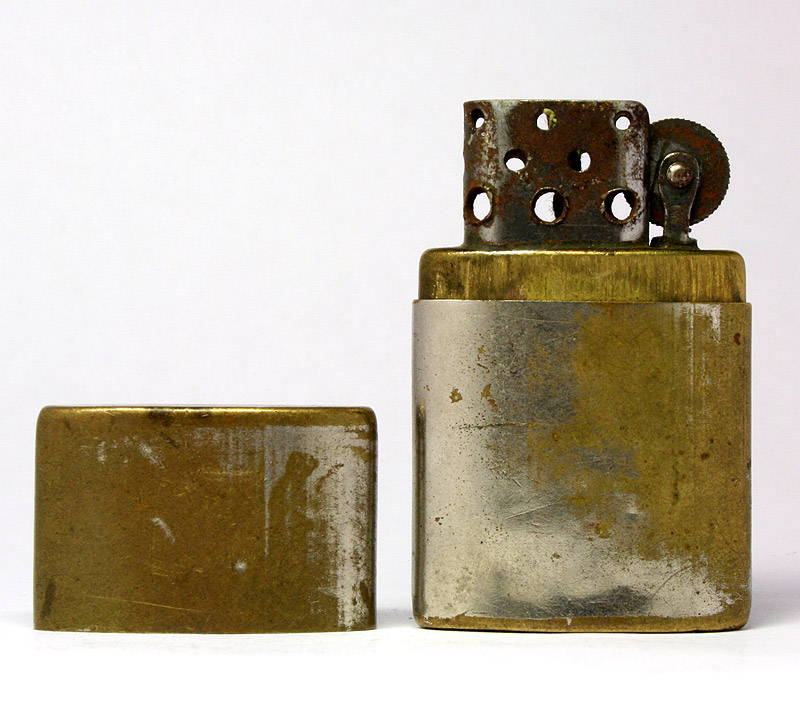
Австрийская зажигалка 1920-х годов

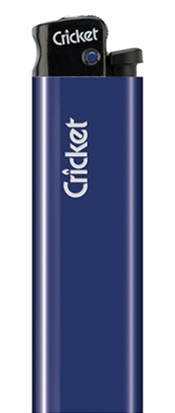
Современная одноразовая газовая зажигалка «Cricket»

Первые зажигалки (механические огнива) делались на основе оружейных кремнёвых замков. В 1662 году турецкий путешественник Эвлия Челеби посетил Вену в составе османской дипломатической миссии и оставил описание производимых там зажигалок: «В своего рода крошечном ящике заключены трут, сталь, сера и смолистое дерево. При ударе, как колесом огнестрельного оружия, дерево загорается. Это полезно для солдат в походе».
Первая газовая зажигалка, огниво Дёберейнера, была изобретена Иоганном Вольфгангом Дёберейнером в 1823 году. В ней химически получаемый водород каталитически поджигался на платине. Несмотря на взрывоопасность водорода и использование едкой кислоты, она производилась до 1880 года.
На основе идей механического огнива из оружейных кремнёвых замков в 1867 году компания Cartier получила патент на зажигалку. Однако значительный размер классического огнива на основе кремня и железа не позволял сделать малогабаритную зажигалку. Ситуация кардинально изменилась в 1903 году с открытием ферроцерия бароном Карлом Ауэром фон Вельсбахом. Этот сплав, заменив железо в кресале, позволил заменить неудобный минерал кремень на обычную сталь. И сегодня мишметаллы являются основой для изготовления кресальных камней для зажигалок. Тогда кремнёвая зажигалка и обрела конструкцию, практически без изменений дошедшую до наших дней: зазубренное стальное колёсико высекает искру из ферроцериевого кресала, а искра поджигает пропитанный бензином фитиль либо выходящий из клапана газ.
Развитие зажигалок было ускорено во время Первой мировой войны. Солдаты использовали спички, чтобы видеть дорогу в темноте, но интенсивная вспышка при зажигании выдавала их местоположение. Необходимость в огне без большой вспышки способствовала развитию индустрии зажигалок. К концу войны зажигалки были массово производившимся продуктом. Лидером производства подобных зажигалок в то время была родина ферроцерия, Австрия, а также Германия. Чуть позже зажигалки стали массово выпускаться по всему миру.
Зажигалка Zippo и компания были изобретены и основаны Джорджем Грантом Блейсделлом в 1932 году. Zippo была отмечена своей надёжностью, «пожизненной гарантией» и маркетингом как «ветрозащитный». Большинство ранних Zippos использовали нафту в качестве источника топлива.
В 1947 году компания DuPont представила на международной выставке в Париже первую в мире газовую зажигалку современной конструкции. В 1961 году впервые начала продаваться одноразовая зажигалка «Cricket». В 1980-х стали выпускать зажигалки с высоким давлением паров на выходе редуктора, то есть турбозажигалки. Они давали острое направленное пламя, которое было трудно погасить ветром.

## Конструкция

### Топливные зажигалки

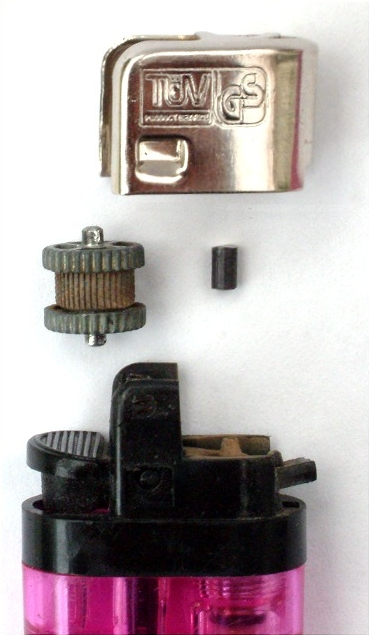
Газовая кремнёвая зажигалка с поджигом от огнива. Слева — колёсико кремня из закалённой стали, справа — кусочек кресала из мишметалла

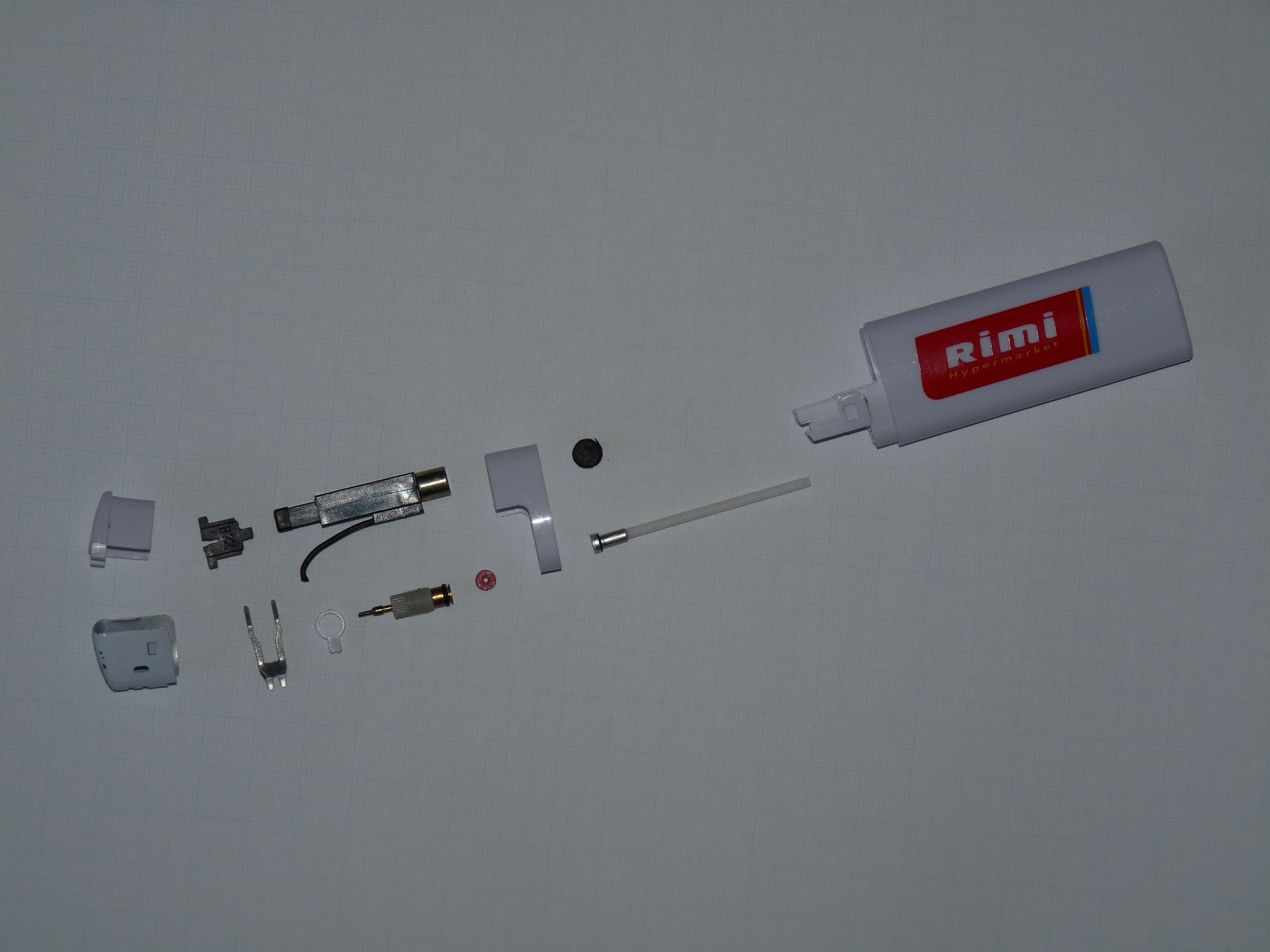
Газовая пьезоэлектрическая зажигалка. Виден узел с пьезоэлектриком внутри, выдающим высокое напряжение при сжатии. В данной модели эббот нельзя отделить от корпуса зажигалки

Большинство зажигалок работает по принципу поджига специального легковоспламеняющегося топлива, заправленного в зажигалку. Горящее топливо служит источником огня для пользователя зажигалки.

#### Горючее
В качестве топлива чаще всего используются легко испаряющиеся жидкие углеводороды, чаще всего бензин или петролейный эфир для так называемых бензиновых зажигалок и сжиженные углеводородные газы для газовых зажигалок. Принципиальная разница между ними в том, что топливо газовых зажигалок испаряется очень быстро и потому содержится в герметичных контейнерах под небольшим давлением, образованным парами испаряющегося газа. А бензин испаряется относительно медленно и потому не требует герметичной ёмкости.
В газовых зажигалках в качестве горючего используются сжиженная смесь пропана и бутана, которая после прохождения через пластиковый редуктор (стержень внутри зажигалки) испаряется, образуя легковоспламеняющуюся смесь газа и воздуха.
В бензиновых зажигалках горят пары бензина.
В зависимости от типа горючего температура пламени зажигалки может достигать следующих величин:
- пропан-бутан — от 800 до 1970 °С;
- бензин — 1300—1400 °С;

#### Подача топлива
В газовых зажигалках для дозированной подачи газа из ёмкости в зону горения используется газовый редуктор, осуществляющий процесс адиабатного дросселирования, обычно выполненный в виде пористого пластикового стержня. В нём происходит постепенное снижение давления газа. Различают зажигалки с низким давлением паров газа на выходе редуктора и так называемые турбозажигалки с высоким давлением паров. Турбозажигалки дают плотный направленный поток газа, сбить пламя с которого ветром гораздо труднее.
В бензиновых зажигалках используется сменный фитиль в виде хлопкового жгутика.

#### Поджиг
Для первичного поджига топлива зажигалки используются несколько принципов:
- принцип огнива: искрообразование от стружки пирофорных сплавов (ферроцерия), образующейся от трения о кремень;
- пьезоэлектрический поджиг: воспламенение электрической искрой, возникающей при пробое воздушного зазора высоким напряжением от пьезоэлемента;
- каталитический поджиг паро́в органических веществ, когда с помощью катализатора температура начала реакции топлива с кислородом воздуха снижается до температуры окружающей среды.

#### Эббот
Это нижняя часть корпуса зажигалки, выполняющая функцию крепления. В большинстве моделей газовых зажигалок с возможностью дозаправки именно в эбботе располагается заправочный клапан, предназначенный для подачи топлива. В зависимости от типа зажигалки, эббот может содержать винтовые соединения, вентиляционные отверстия, маркировку или уплотнительные элементы.

### Электрические зажигалки
Существуют зажигалки без топлива, создающие требуемые температуры пропусканием тока через проволоку или длительным электрическим разрядом (искровым или дуговым).
Первоначально такие зажигалки были стационарными, работая от электрической розетки. Были распространены во второй половине XX века, в том числе в СССР. Принцип действия основан на искровом разряде, возникающем на контактах при коммутации индуктивной нагрузки. Цикличность действия обеспечивалась пружиной и электромагнитом. Контакт под действием пружины замыкал цепь, включая электромагнит, который размыкал контакт и обесточивал электромагнит; затем процесс повторялся. Образующаяся серия искр позволяла поджечь газ в бытовом газовом оборудовании. Достоинством подобных зажигалок было надёжное и быстрое зажигание газа, простота и долговечность конструкции, отсутствие обслуживания. Недостатки: зависимость от наличия электричества, высокий уровень радиопомех, опасность электротравматизма.
В XXI веке начали появляться карманные зажигалки, работающие от аккумулятора. В дуговых зажигалках миниатюрная электронная схема генерирует высокое напряжение, достаточное для пробоя воздуха между электродами с мощностью, достаточной для поддержания миниатюрной электрической дуги. Представляет собой импульсный преобразователь с повышающим электромагнитным или пьезоэлектрическим трансформатором.
В проволочных зажигалках кусочек нихромовой проволоки раскаляется до красного каления током от батареи, аналогично автомобильному прикуривателю. Температура нагревательного элемента и особенности конструкции таких зажигалок затрудняют поджиг паров огнеопасных газов и огнеопасных конструкционных материалов типа красок, дерева или пластика. Потому они получили название беспламенных зажигалок и распространены в местах, где ограничено применение открытого огня.

## Дизайн

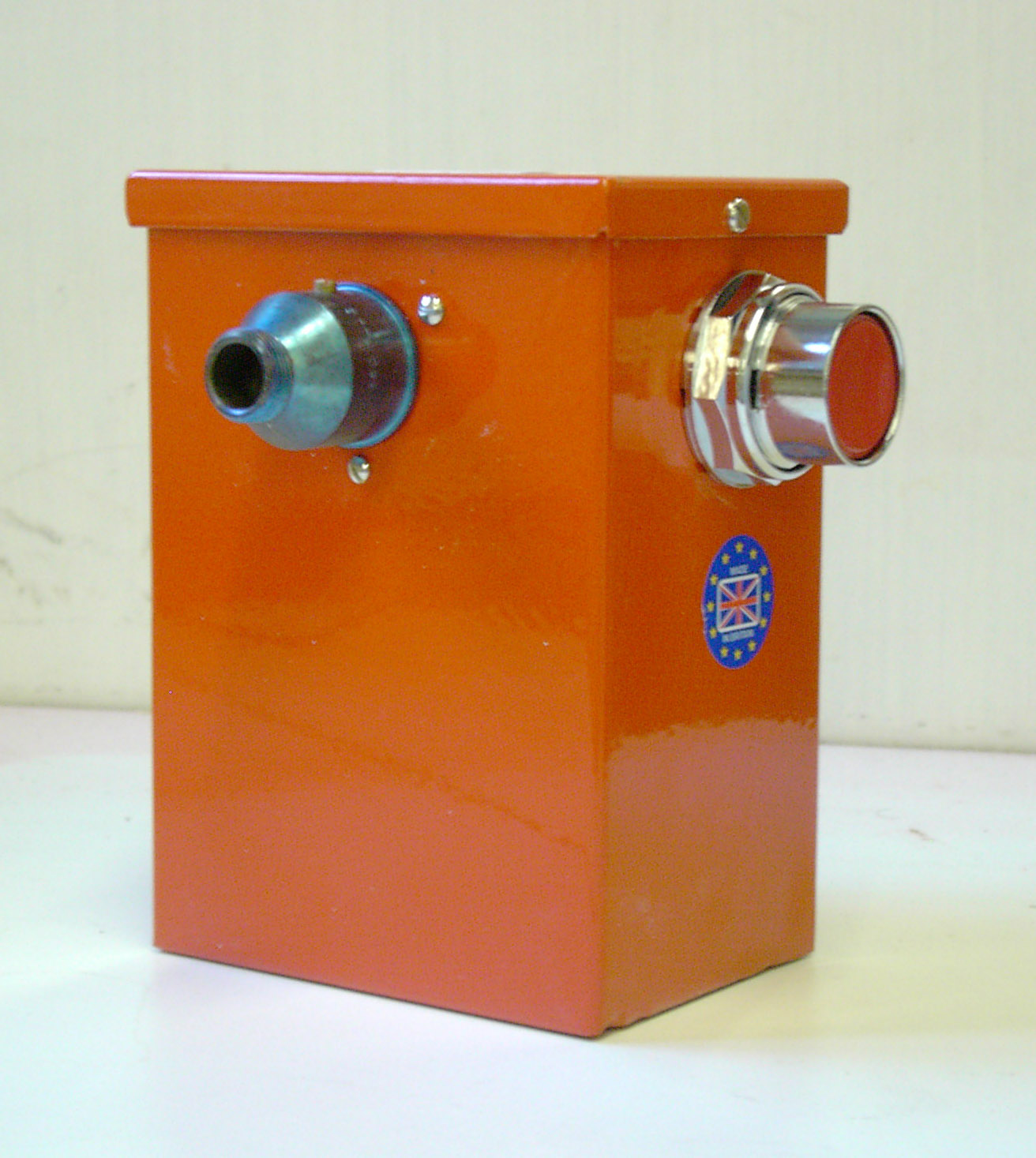
Стационарная беспламенная электрическая зажигалка

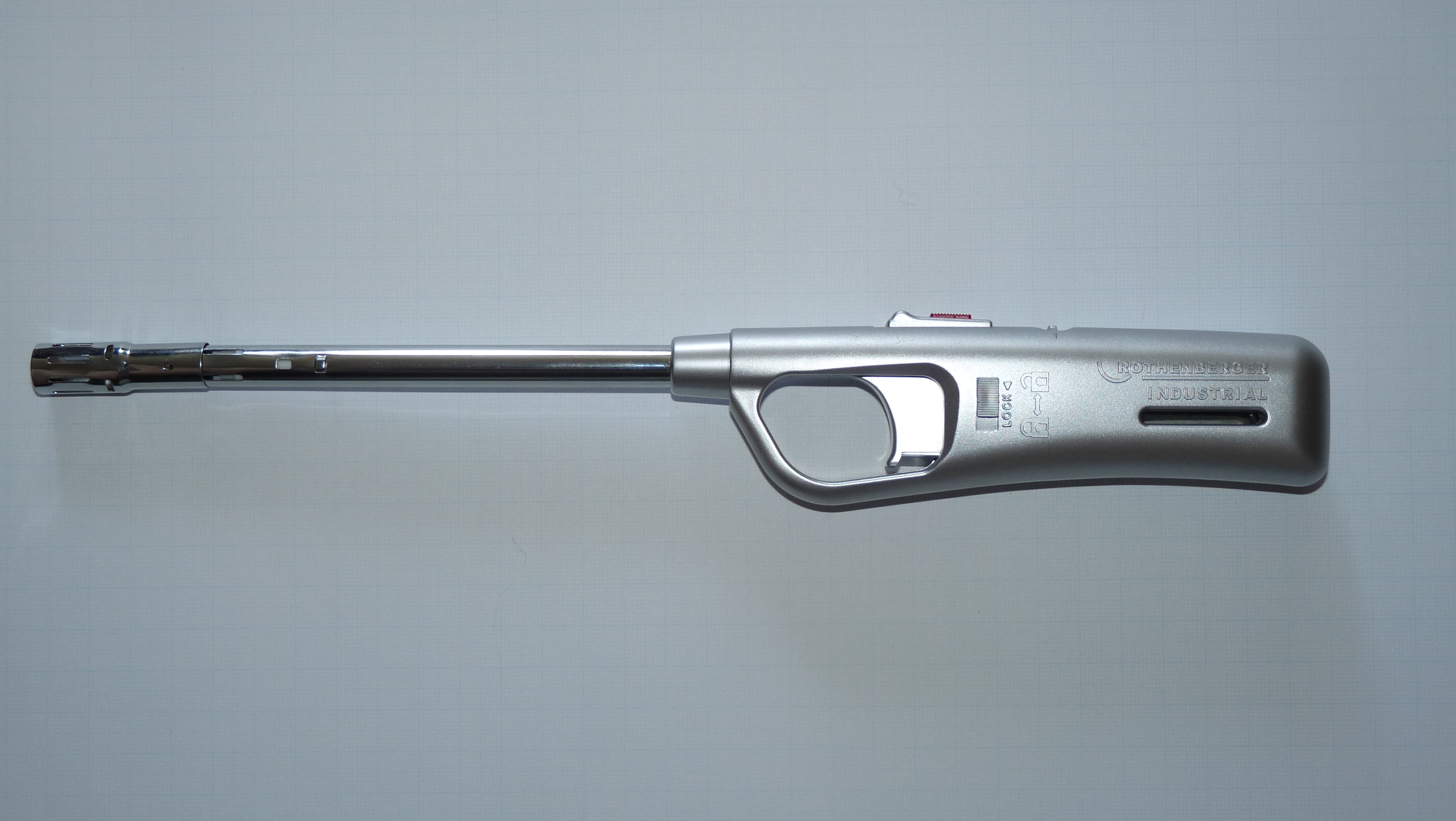
Кухонная газовая зажигалка

Дизайн зажигалки напрямую зависит от её назначения. Наибольшее распространение получили карманные и кухонные зажигалки. Иногда встречаются стационарные зажигалки.
Кухонные зажигалки предназначены для розжига бытовых газовых приборов и каминов. Такие зажигалки имеют удлинённый носик, чтобы можно было подобраться к горелкам.
Карманные зажигалки имеют небольшие размеры, их легко переносить. Оформление совершенно любое, но ограничены размеры. Настольные зажигалки довольно редки. Такие зажигалки достаточно массивны и не предназначены для переноски. Дизайн таких зажигалок может быть любым. Существуют также специальные каминные зажигалки, при большой длине они имеют небольшую ширину и толщину, и даже зажигалки от известных брендов. Не так давно появились сенсорные зажигалки, в которых зажигание газа происходит без механических воздействий, а путём воздействия на сенсорный датчик.
Стационарные зажигалки обычно предназначены для баров и курительных комнат — их труднее украсть. Иногда они становятся элементом интерьера. Существуют стационарные беспламенные зажигалки для курительных комнат опасных производств, домов престарелых.

### Реклама
В последнее время всё большую популярность набирают так называемые рекламные зажигалки. Они представляют собой обычную карманную зажигалку с информацией, как правило, рекламного характера, наносимой с помощью шелкотрафаретной или тампонной печати. Широко используются крупными сетями магазинов и гостинично-ресторанными компаниями для рекламы услуг и продвижения товаров.

### Запрет сувенирных зажигалок
В ЕС и ряде штатов США приняты либо готовятся к принятию законодательные акты, воспрещающие оборот сувенирных зажигалок, выполненных в виде предметов, не являющихся зажигалками (животных, героев мультфильмов, фонарей, фотоаппаратов и др.), которые могут быть ошибочно приняты детьми за игрушки и привести в их руках к травмам, ожогам и пожарам.

### Запрет на продажу
2 ноября 2022 года глава Республики Татарстан Рустам Минниханов подписал указ, запрещающий продажу несовершеннолетним "товаров для личных и бытовых нужд граждан, содержащих сжиженный углеводородный газ". В силу указ вступил через десять дней со дня подписания.

## Безопасность и нормативы
Существуют международные и национальные требования к зажигалкам, направленные на безопасность обращения с ними. Международный стандарт ISO 9994:2005(E) «Lighters — Safety specification» («Зажигалки — требования безопасности»), где описаны технические требования к зажигалкам и методы тестирования. Например, для получения пламени оговариваются минимум двукратное действие пользователя с усилием не ниже 15 ньютонов. Также оговариваются максимальная высота пламени, устойчивость к падению и непрерывному горению, стойкость к температурам окружающей среды, требования к предупреждающим символам и т. п.
Некоторые региональные стандарты, например, европейский EN 13869:2002, оговаривают ограничения дизайна зажигалок, чтобы они не были привлекательными для детей несознательного возраста. Например, выполненных в виде предметов, не являющихся зажигалками (животных, героев мультфильмов, фонарей, фотоаппаратов и др.), которые могут быть ошибочно принятыми детьми за игрушки, и привести в их руках к травмам, ожогам и пожарам.